# Hino à Bandeira do Brasil
O Hino à Bandeira do Brasil é um hino composto por letra de Olavo Bilac e música de Antônio Francisco Braga.

## Histórico
Foi apresentado pela primeira vez em 1906. Surgiu de um pedido do prefeito do Rio de Janeiro, Francisco Pereira Passos, ao poeta Olavo Bilac, posteriormente musicalizado por Francisco Braga. Inicialmente foi utilizado pelo Rio de Janeiro, que na época era capital federal do país, sendo cantado nas escolas e posteriormente sua execução foi se estendendo às corporações militares de demais estados. Foi escrito para que a população brasileira se habituasse à nova bandeira, pois ela precisava ser aceita e conhecida pela maioria da população. Fato este que pode ser observado na letra que faz referência ao céu estrelado, que não existia na Bandeira Imperial.

## Cerimônia de troca de bandeira
A cerimônia foi instituída pela Lei 5 700 de 1971. É realizada sempre no primeiro domingo de cada mês e é conduzida, em revezamento, pela Marinha do Brasil, pelo Exército Brasileiro, pela Força Aérea Brasileira e pelo Governo do Distrito Federal, na Praça dos Três Poderes, em Brasília, para substituir a bandeira que paira sobre a sede do governo brasileiro. Normalmente consiste em o Hino da Bandeira sendo tocado enquanto a bandeira antiga é baixada, e o Hino Nacional sendo tocado enquanto a nova bandeira é erguida.